# Tamanasri (Ampelgading)
Tamanasri is een bestuurslaag in het regentschap Malang van de provincie Oost-Java, Indonesië. Tamanasri telt 3126 inwoners (volkstelling 2010).